# サンドラ・ブロック
サンドラ・アネット・ブロック（Sandra Annette Bullock [ˈsændrə ˈbʊlək], 1964年7月26日 - ）は、アメリカ合衆国の女優、映画プロデューサー。愛称は「サンディー」である。2009年公開の『しあわせの隠れ場所』でアカデミー主演女優賞を受賞した。

## 生い立ち
バージニア州アーリントン出身。父親のジョン・W・ブロック（イギリス系）はアラバマ州出身のヴォイストレーナー、母親はドイツ人オペラ歌手ヘルガ・マイヤー、母方の祖父は、ドイツ・ニュルンベルクのロケット科学者、妹はジェシン・ブロック・プラド（Gesine Bullock-Prado、1970年 - ）。12歳までドイツ・バイエルン州ニュルンベルクで過ごす。そのためドイツ語を話せる。幼い頃からバレエや声楽を学び、母親の舞台で小さな役をもらったこともあるという。

## キャリア

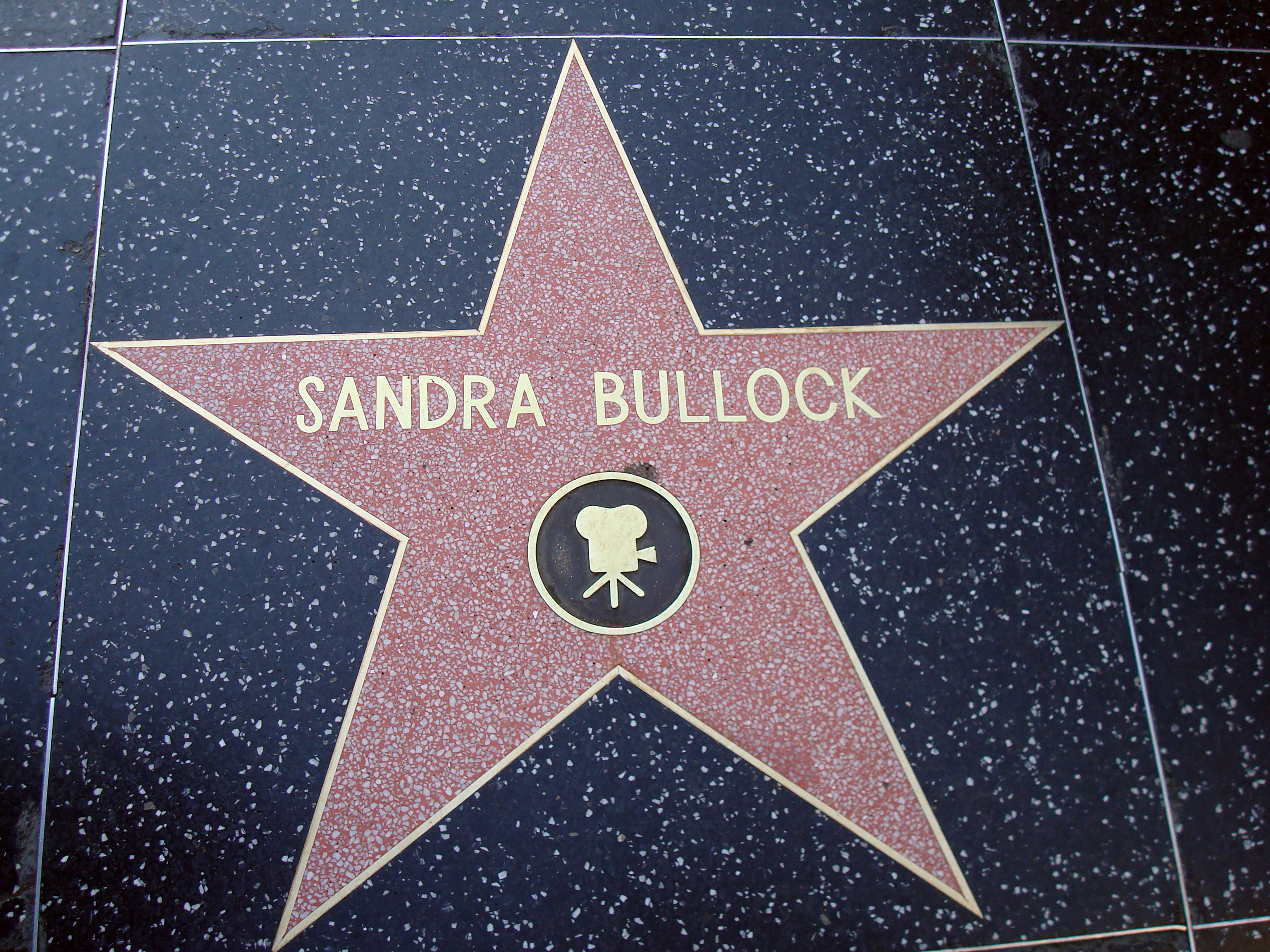
ハリウッド・ウォーク・オブ・フェームにあるサンドラの名前が刻まれた星

イーストカロライナ大学で演劇を学んだが中退し、名門ネイバーフッド・プレイハウスで演技を学び直してオフ・ブロードウェイの舞台に立つようになった。
テレビ映画やインデペンデント映画での端役を経て、1992年の「ラブ・ポーションNo.9」ではヒロインを演じたが、ここでは素晴らしい美貌を見せたものの、痩せていて冷たい印象があったせいで、人気を博するには至らなかった。のちに彼女の独特の魅力となる愛らしさは、このころはまだ備わっていなかった。
1994年の『スピード』に出演して、その愛らしい美貌とともに一躍有名になった。以降は "GIRL NEXT DOOR"（近所のお姉さんのような親しみやすい女性）というイメージが定着した。翌年公開の『あなたが寝てる間に…』でゴールデングローブ賞 主演女優賞 (ミュージカル・コメディ部門)にノミネート。
2000年公開の『デンジャラス・ビューティー』でふたたびゴールデングローブ賞 主演女優賞 (ミュージカル・コメディ部門)にノミネートされた。この頃より、製作及び製作総指揮にも乗り出す。
2005年にハリウッド・ウォーク・オブ・フェームに名前が刻まれた。ブロックの星は『スピード』で共演したキアヌ・リーブスの隣にある。
2007年1月、アメリカの経済誌フォーブスがエンターテイメント界で活躍する女性で資産の多い女性トップ20を発表し、総資産103億円で14位にランクイン。
2009年公開の『あなたは私のムコになる』、『しあわせの隠れ場所』での大ヒットにより、「2009年マネーメイキングスター・トップ10」の1位となった（女優のトップは1999年のジュリア・ロバーツ以来）。また、後者の作品でアカデミー主演女優賞やゴールデングローブ賞 主演女優賞 (ドラマ部門)など、多数の映画賞を受賞。また、同年公開の『ウルトラ I LOVE YOU!』ではゴールデンラズベリー賞最低主演女優賞と最低スクリーンカップル賞を受賞。こちらは2004年のハル・ベリー以来となる授賞式出席を果たした（同じ年にアカデミー賞とゴールデンラズベリー賞をダブル受賞したのは史上初である）。
2013年に公開されたコメディ映画『デンジャラス・バディ』では、メリッサ・マッカーシーとともに主演を務め、批評家から高い評価を受ける一方、興行的にも成功し、2013年公開のコメディ映画の中で最もヒットした映画となった。同年に公開された『ゼロ・グラビティ』の演技が評価され、第86回アカデミー賞主演女優賞にノミネート。また、同作品の配給収入の15％を受け取るという内容の契約を結んでいたため、興行的成功によって7,000万ドル以上の出演料を得た。
2015年、米ピープル誌が選ぶ2015年度版「世界で最も美しい女性」ランキングで第1位を獲得。
2022年3月に休業を発表。
同年にはプロデューサーとしても参加した主演映画『ザ・ロストシティ』が公開され、配給収入の面で大成功を収めた。

## 私生活

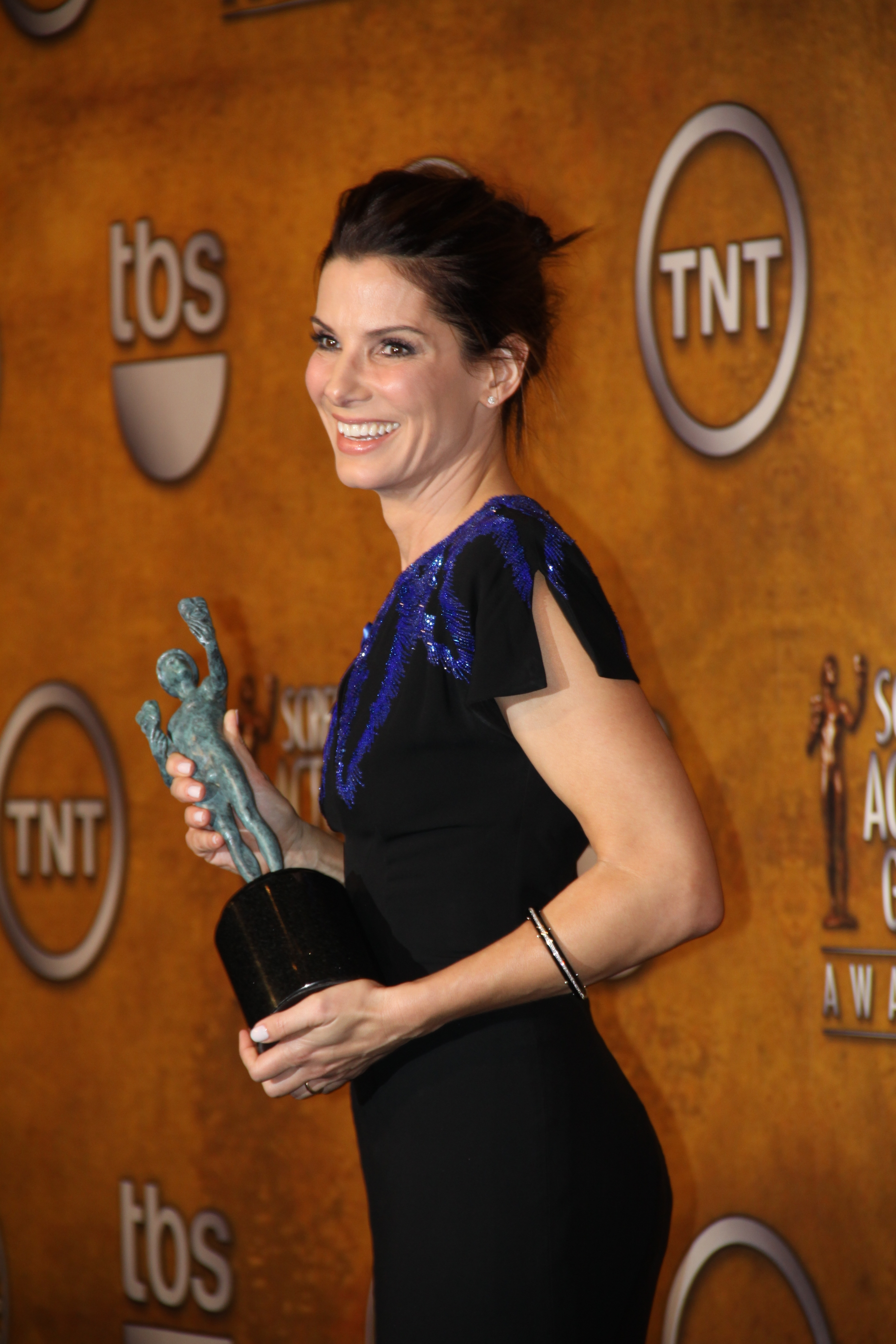
第16回全米映画俳優組合賞 授賞式にて

彼女は俳優のテイト・ドノヴァンと9年に渡り交際し婚約も交わしていたが破局している。
2002年、トーマスという男に付きまとわられるストーカー被害にあう。翌年、その男には接近禁止命令が裁判所から出された。
2005年、アメリカを代表するカスタムバイクメーカー「ウエスト・コースト・チョッパーズ」経営者であり、ディスカバリーチャンネルの人気番組『モンスター・ガレージ』の司会者でもあるジェシー・ジェイムズと結婚した。ジェイムズには2度の離婚歴があり、3人の子供がいる。
2007年、夫ジェイムズを脅迫したストーカーの女性に対して、接近禁止命令が出された。
2010年1月、ニューオーリンズ出身の男児（ルイス・バルド・ブロック）を養子に迎えた。
2010年3月、複数の女性がジェシーと性的関係を持ったとメディアが報じた。サンドラはヨーロッパでの映画のプロモーション出演をキャンセルした。
2010年4月、ジェシー・ジェイムズとの離婚を申請。しばらくの間は女優を休業すると発表。2010年6月、正式に離婚。養子の男児は彼女が引き取った。
2015年、サンドラは3歳の女児を養子にしたと発表した。

## 事件・事故
- 2001年9月11日の同時テロ襲撃が起こったとき、世界貿易センターから12ブロック離れたソーホー・グランド・ホテルに滞在していた。
- 2008年4月18日、飲酒運転の車との正面衝突事故に巻き込まれた[17]。
- 2014年6月8日未明、自宅にファンの男性が侵入し、サンドラは犯人と鉢合わせした。自室に鍵をかけ警察にすぐ通報、犯人はすぐに逮捕され、サンドラに怪我は無かった。逮捕時に犯人はサンドラの写真の切り抜き、サンドラあての手紙を貼り付けたノートを所持していた。その後の犯人の自宅からは多数の武器を発見。犯人は武器所持に関する罪とストーカーの罪で起訴された[18][19]。

## エピソード

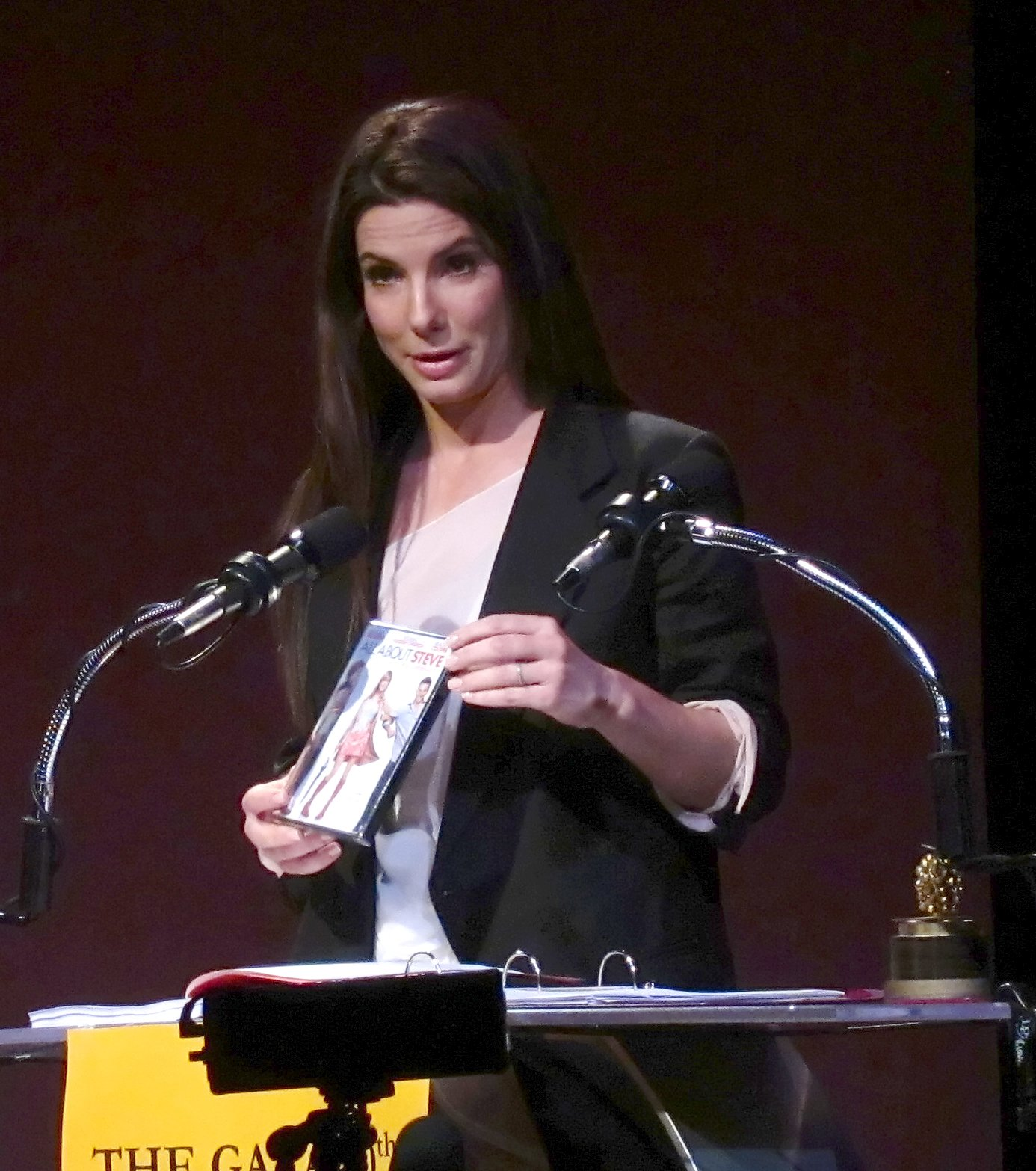
2010年、ラジー賞の授賞式に登場し会場を沸かせる。

- 2010年の「隣人にしたい有名人ランキング」では1位に輝いた[20]。
- 2010年、『ウルトラ I LOVE YOU!』でゴールデンラズベリー賞最低主演女優賞を受賞。ほとんどの受賞者が授賞式を欠席するなかで異例の出席を果たした。会場にジャケットとパンツ姿で現れたサンドラは、同作の大量のDVDを荷台に乗せて登場。さらに「あなたたち、本当はこの作品観てないでしょう？このDVDはみんなにあげるから」とスピーチを繰り広げて会場を大いに沸かせた[7]。その翌日に『しあわせの隠れ場所』においてアカデミー主演女優賞を受賞したことにより、史上初めて"最高の賞"と"最低の賞"を同時に獲得した俳優となった。
- 第86回アカデミー賞の授賞式ではベストドレッサーに選出された。これはTwitterやFacebookで、「#bestdressed」のハッシュタグが付いた投稿を対象に調査されたもの。1位となったサンドラは、紺色のストラップレスドレスを優雅に着こなし、全体の23パーセントの支持を得た[21]。
- エンパイア誌 最もセクシーなスター100人に選出（1995年）。
- ピープル誌　世界で最も美しい50人に選出（1996年、1999年）。
- エンパイア誌 映画スタートップ100に選出され、58位にランクイン（1997年10月）。

## 社会貢献活動
- 2001年9月11日に起きた米同時多発テロの支援として、赤十字に100万ドルを寄付をした[1]。
- 2004年に発生したスマトラ島沖地震・津波被害に際し、医療用品にあてるため再び赤十字へ100万ドルを寄付した[1]。
- 2010年に発生したハイチ地震の後、ハイチの首都ポルトープランスでの救済活動を行う国境なき医師団に100万ドルを寄付した。国境なき医師団を選んだ理由について、「この大惨事に巻き込まれたハイチの人々のニーズにすぐに対応できる方法で寄付金を役立ててもらいたいと考えました」と声明を出した[1]。
- 2011年3月11日に東日本大震災が発生した際、ハリウッドの女優の中で真っ先に義援金として100万ドルを寄付した。のちに当時を振り返り、「幸運にもわたしはそういう支援できる環境にあるから、やるべきことを行っただけ」と行動に至った経緯を明かした。義理の兄弟に日本人とアメリカ人のハーフがいるというサンドラは、自身が行った寄付について「これまで意味をなさなかったお金が、必要とされる場所で理にかなった使われ方をしただけなの。またそれを寄付することで、新たな息吹が目覚めるとも思ったわ」とコメントした。また、「日本人であろうとなかろうと、わたしたちはみんなつながっていると思っている。もし、同じような被害をアメリカが受けたら、日本はきっと同じことをしてくれるとも信じているわ！」と話した[22]。

## 主な出演作品
| 公開年 | 邦題 原題 | 役名                                                  | 備考                                                                                  | 吹き替え                                                                                          |
| ------ | --- | ----------------------------------------------------- | ------------------------------------------------------------------------------------- | ------------------------------------------------------------------------------------------------- |
| 1987   | ハングマン Hangman | リサ・エドワーズ                                      | ビデオ題は『ザ・エスケープ』                                                          |                                                                                                   |
| 1989   | 恋人たちの街角 Religion, Inc. | デビー                                                |                                                                                       |                                                                                                   |
| 1989   | バイオニック・ウォーズ/帰ってきたバイオニック・ジェミー&600万ドルの男 Bionic Showdown: The Six Million Dollar Man and the Bionic Woman | ケイト・メイソン                                      | テレビ映画                                                                            |                                                                                                   |
| 1989   | サンドラ・ブロックの 恋する街角/BROOKLYN LOVE STORY Who Shot Patakango?                                                                | デヴリン・モラン                                      |                                                                                       |                                                                                                   |
| 1989   | N.Y.捜査線 ナイトハンター/女子学生殺人事件 The Preppie Murder                                                                          | ステイシー                                            |                                                                                       |                                                                                                   |
| 1990   | Lucky/Chances | マリア・サンタンジェロ                                |                                                                                       |                                                                                                   |
| 1992   | 恋人はマフィア Who Do I Gotta Kill? | ロリ                                                  |                                                                                       |                                                                                                   |
| 1992   | ジェラシー/もう一度あの頃のように When the Party's Over                                                                                | アマンダ                                              |                                                                                       |                                                                                                   |
| 1992   | ラブ・ポーションNo.9 Love Potion No. 9                                                                                                 | ダイアン・ファロウ                                    |                                                                                       |                                                                                                   |
| 1993   | 失踪 妄想は究極の凶器 The Vanishing | ダイアン・シェーヴァー                                |                                                                                       | 吉田美保                                                                                          |
| 1993   | 愛と呼ばれるもの The Thing Called Love                                                                                                 | リンダ・ルー・リンデン                                |                                                                                       | 深見梨加                                                                                          |
| 1993   | デモリションマン Demolition Man | レニナ・ハクスリー警部補                              |                                                                                       | 相沢恵子（ソフト版） 松本梨香（テレビ朝日版）                                                     |
| 1993   | サンドラ・ブロック in アマゾン Fire on the Amazon                                                                                      | アリッサ・ロスマン                                    |                                                                                       | 土井美加                                                                                          |
| 1993   | 潮風とベーコンサンドとヘミングウェイ Wrestling Ernest Hemingway                                                                        | エレイン                                              |                                                                                       |                                                                                                   |
| 1994   | スピード Speed | アニー・ポーター                                      |                                                                                       | 戸田恵子（ソフト版） 一城みゆ希（フジテレビ版） 松本梨香（テレビ朝日版） 井上喜久子（機内上映版） |
| 1995   | あなたが寝てる間に… While You Were Sleeping                                                                                            | ルーシー・エレノア・モデレッツ                        | ゴールデングローブ賞 主演女優賞 (ミュージカル・コメディ部門)ノミネート                | 日野由利加                                                                                        |
| 1995   | ザ・インターネット The Net | アンジェラ・ベネット / ルース・マークス               |                                                                                       | 佐々木優子（ソフト版） 土井美加（フジテレビ版） 松本梨香（テレビ朝日版）                          |
| 1996   | サンドラ・ブロックの恋する泥棒 Two If by Sea                                                                                           | ロズ                                                  |                                                                                       | 田中敦子                                                                                          |
| 1996   | 評決のとき A Time to Kill | エレン・ロアーク                                      |                                                                                       | 勝生真沙子                                                                                        |
| 1996   | ラブ・アンド・ウォー In Love and War                                                                                                   | アグネス・フォン・クロウスキー                        |                                                                                       |                                                                                                   |
| 1997   | スピード2 Speed 2: Cruise Control | アニー・ポーター                                      |                                                                                       | 戸田恵子（ソフト版） 一城みゆ希（フジテレビ版） 田中敦子（機内上映版）                            |
| 1998   | 微笑みをもう一度 Hope Floats | バーディ・プルーイット                                | 兼製作総指揮                                                                          | 佐々木優子                                                                                        |
| 1998   | プラクティカル・マジック Practical Magic                                                                                               | サリー・オーウェンズ                                  |                                                                                       | 幸田直子                                                                                          |
| 1998   | プリンス・オブ・エジプト The Prince of Egypt                                                                                           | ミリアム                                              | 声の出演                                                                              | 吉岡小鼓音                                                                                        |
| 1999   | 恋は嵐のように Forces of Nature | サラ・ルイス                                          |                                                                                       | 田中敦子                                                                                          |
| 2000   | ガンシャイ Gun Shy | ジュディ・ティップ                                    | 兼製作                                                                                | 日野由利加                                                                                        |
| 2000   | 28DAYS 28 Days | グウェン・カミングス                                  |                                                                                       | 佐々木優子                                                                                        |
| 2000   | デンジャラス・ビューティー Miss Congeniality                                                                                           | グレイシー・ハート / グレイシー・ルー・フリーブッシュ | 兼製作 ゴールデングローブ賞 主演女優賞 (ミュージカル・コメディ部門)ノミネート         | 川原亜矢子（ソフト版） 高乃麗（機内上映版） 松本梨香（日本テレビ版）                              |
| 2002   | 完全犯罪クラブ Murder by Numbers | キャシー・メイウェザー / ジェシカ・マリー・ハドソン   | 兼製作総指揮                                                                          | 沢海陽子                                                                                          |
| 2002   | ヤァヤァ・シスターズの聖なる秘密 Divine Secrets of the Ya-Ya Sisterhood                                                                | シダール・“シダ”・ウォーカー                          |                                                                                       | 本田貴子                                                                                          |
| 2002   | トゥー・ウィークス・ノーティス Two Weeks Notice                                                                                        | ルーシー・ケルソン                                    | 兼製作                                                                                | 朴璐美                                                                                            |
| 2005   | Farm of the Yard | アマンダ                                              | 声の出演                                                                              |                                                                                                   |
| 2005   | バイバイ、ママ Loverboy | ミセス・ハーカー                                      |                                                                                       | 伊藤静                                                                                            |
| 2005   | デンジャラス・ビューティー2 Miss Congeniality 2: Armed and Fabulous                                                                    | グレイシー・ハート                                    | 兼製作                                                                                | 深見梨加（ソフト版） 松本梨香（日本テレビ版）                                                     |
| 2005   | クラッシュ Crash | ジーン・カボット                                      |                                                                                       | 松本梨香                                                                                          |
| 2006   | イルマーレ The Lake House | ケイト・フォースター                                  |                                                                                       | 本田貴子                                                                                          |
| 2006   | Infamous | ネリー・ハーパー・リー                                |                                                                                       |                                                                                                   |
| 2007   | シャッフル Premonition | リンダ・ハンソン                                      |                                                                                       | 佐々木優子                                                                                        |
| 2009   | Farm of the Yard: Saddles for Wild Horses                                                                                              | アマンダ                                              | 声の出演                                                                              |                                                                                                   |
| 2009   | あなたは私の婿になる The Proposal | マーガレット・テイト                                  | 兼製作総指揮 ゴールデングローブ賞 主演女優賞 (ミュージカル・コメディ部門)ノミネート   | 田中敦子                                                                                          |
| 2009   | ウルトラ I LOVE YOU! All About Steve                                                                                                   | メアリー・ホロヴィッツ                                | 兼製作 ゴールデンラズベリー賞最低主演女優賞・最低スクリーンカップル賞受賞             | 深見梨加                                                                                          |
| 2009   | しあわせの隠れ場所 The Blind Side | リー・アン・テューイ                                  | アカデミー主演女優賞受賞 ゴールデングローブ賞 主演女優賞 (ドラマ部門)受賞             | 佐々木優子                                                                                        |
| 2011   | ものすごくうるさくて、ありえないほど近い Extremely Loud and Incredibly Close                                                           | リンダ・シェル                                        |                                                                                       | 本田貴子                                                                                          |
| 2013   | デンジャラス・バディ The Heat | 特別捜査官サラ・アッシュ                              |                                                                                       | 本田貴子                                                                                          |
| 2013   | ゼロ・グラビティ Gravity | ライアン・ストーン                                    | アカデミー主演女優賞ノミネート ゴールデングローブ賞 主演女優賞 (ドラマ部門)ノミネート | 深見梨加                                                                                          |
| 2015   | ミニオンズ Minions | スカーレット・オーバーキル                            | 声の出演                                                                              | 天海祐希                                                                                          |
| 2015   | 選挙の勝ち方教えます Our Brand Is Crisis                                                                                               | ジェーン・ボディーン                                  | 兼製作総指揮                                                                          | 深見梨加                                                                                          |
| 2018   | オーシャンズ8 Ocean's Eight | デビー・オーシャン                                    |                                                                                       | 本田貴子                                                                                          |
| 2018   | バード・ボックス Bird Box | マロリー                                              | Netflixオリジナル映画                                                                 | 本田貴子                                                                                          |
| 2021   | 消えない罪 The Unforgivable | ルース・スレイター                                    | 兼製作 Netflixオリジナル映画                                                          | 本田貴子                                                                                          |
| 2022   | ザ・ロストシティ The Lost City | ロレッタ                                              | 兼製作                                                                                | 本田貴子                                                                                          |
| 2022   | ブレット・トレイン Bullet Train | マリア・ビートル                                      |                                                                                       | 米倉涼子                                                                                          |
| 2026   | Practical Magic 2 | サリー・オーウェンズ                                  |                                                                                       |                                                                                                   |

## 日本語吹き替え
主に担当しているのは、以下の二人である。
本田貴子
『ヤァヤァ・シスターズの聖なる秘密』で初担当。現在のサンドラの専属（フィックス）として定着している。
松本梨香
『デモリションマン』（テレビ朝日版）で初担当。初期のサンドラのフィックスとして知られた。
このほかにも、深見梨加、土井美加、佐々木優子、田中敦子、戸田恵子、一城みゆ希なども複数回、声を当てている。